# Villa Antoinette
Die Villa Antoinette ehemals (Haus Duchkowitsch) ist eine 1904 unterhalb des Semmering-Passes erbaute Villa in der niederösterreichischen Gemeinde Semmering. Sie ist Teil der historischen Villen- und Hotelkolonie am Semmering und gehört zum Nahbereich des UNESCO-Weltkulturerbe Semmeringbahn.

## Architektur
Das Gebäude verfügt über einen hohen Bruchsteinsockel, über den sich zwei Geschoße erheben. Das geschweifte Satteldach mit Zwerchhaus ist tief herabgezogen. Die Fenster haben Fensterläden, außerdem gibt es eine Holz-Glas-Veranda.

## Geschichte
Ende des 19. Jahrhunderts entwickelte sich am Semmering, gefördert durch den Bau der 1854 eingeweihten Semmeringbahn, die Sommerfrische der wohlhabenden Wiener Bevölkerung. Auf Betreiben von Viktor Silberer entstand eine Villen- und Hotelkolonie. Als Teil dieser Kolonie wurde im Jahr 1904 die Pension Antoinette im ortstypischen, vom Architekten Franz von Neumann geprägten, Semmeringstil (eine lokale Variante des Heimatstils) erbaut. Die Pension verfügte über 17 Betten, ein hauseigenes Kino sowie eine Liegehalle. Inhaber war der pensionierte Major Emil Sajatovic. In späteren Jahren kam ein Badehaus hinzu und das Gebäude wurde unter dem Namen Haus Duchkowitsch von Ingeborg Duchkowitsch geführt. Ab Dezember 1998 gehörte das Gebäude zum definierten Nahbereich und zur umgebenden Kulturlandschaft Historisch-touristische Siedlungslandschaft des Welterbes Semmeringbahn. Im Rahmen der Bewerbung befand es sich auf der Liste denkmalgeschützter Objekte mit besonderem Bezug zum UNESCO-Weltkulturerbe und ist im Dehio beschrieben.
Im Jahr 2012 wurde das Anwesen von Investoren übernommen, saniert und seit seiner Wiedereröffnung im Oktober 2014 als Villa Antoinette als Ferienhaus vermarktet.

## Mediale Präsenz
Neben Berichten in Zeitungsartikeln, wurde die Villa vom Forbes Magazin zu einem der Top 5 österreichischen Winterchalets gekürt, von der Elle Decoration Deutschland als Lieblingstipp der Redaktion empfohlen und im Monocle-Escapist-Magazin 2017 sowie bei den Schlossseiten 01/2018 auf der Titelseite gezeigt.